# Kuwaitisk dinar
Kuwaitisk dinar (Kd - Kuwaiti dinar) är den valuta som används i Kuwait i Asien. Valutakoden är KWD. 1 Dinar = 1000 fils.
Valutan infördes 1961 och ersatte gulfrupien. Under en kort tid 1990 infördes den irakisk dinaren.

## Användning
Valutan ges ut av Central Bank of Kuwait – CBK. Denna grundades 1969, ersatte den tidigare Kuwaiti Currency Board och har huvudkontoret i Kuwait City.

## Valörer
- Mynt: inga Dinarmynt
- Underenhet: 1, 5, 10, 20, 50 och 100 fils
- Sedlar: ¼, ½, 1, 5, 10 och 20 KWD